# Melanoplus dakini
Melanoplus dakini är en insektsart som beskrevs av Hilliard Jr. 2001. Melanoplus dakini ingår i släktet Melanoplus och familjen gräshoppor. Inga underarter finns listade i Catalogue of Life.